# Gaetano De Sanctis
Gaetano De Sanctis (Roma, 15 ottobre 1870 – Roma, 9 aprile 1957) è stato uno storico, politico e antifascista italiano, specializzato in storia antica. Negli ultimi anni della sua vita fu nominato senatore della Repubblica e direttore dell'Istituto dell'Enciclopedia Italiana.

## Biografia
Nacque da Maria Orlandini e da Ignazio De Sanctis, già capitano della gendarmeria pontificia, che rifiutò il giuramento di fedeltà al nuovo Stato unitario. Come gli altri due fratelli, Gaetano crebbe così in una famiglia clericale e legittimista che lo fece istruire in scuole ecclesiastiche e al Seminario romano di Sant'Apollinare, fino a conseguire la licenza liceale nell'esame di Stato sostenuto nel 1888.
Già particolarmente attratto dalla storia greca e romana, s'iscrisse alla Facoltà di Lettere e filosofia della Sapienza, allievo di Federico Halbherr e di Julius Beloch, col quale si laureò nel 1892 con la tesi Contributi alla storia ateniese dalla guerra lamiaca alla guerra cremonidea, che il Beloch pubblicò l'anno dopo nei suoi Studi di storia antica. Nel 1894 pubblicò sulla «Rivista internazionale di scienze sociali» il Saggio su trent'anni di storia greca 258-228, e ottenuta una borsa di studio, nel gennaio del 1895 poté soggiornare e viaggiare in Grecia conoscendovi alcuni studiosi europei, dall'archeologo francese Théophile Homolle allo storico russo Michail Rostovcev. Al ritorno, nel 1895 pubblicò il saggio Agatocle e nel 1897 Eschine e la guerra contro Anfissa.
Presentatosi, nel 1896 al concorso a cattedra di Storia antica dell'Università degli Studi di Padova, si vide annullare la vittoria da parte del Ministero della pubblica istruzione su parere del Consiglio nazionale della pubblica istruzione: ripiegò così in un posto di insegnante di greco nel Collegio Nazareno tenuto a Roma dai padri scolopi, che tuttavia lasciò l'anno dopo a causa di un dissidio col direttore, il dantista Luigi Pietrobono. Rifiutata la partecipazione a un concorso per l'Università degli Studi di Catania, accettò invece nel 1899 l'invito rivoltogli da Federico Halbherr a partecipare alla spedizione archeologica in Creta.
Dopo la pubblicazione di Atthis. Storia della Repubblica Ateniese dalle origini alle riforme di Clistene nel 1898, poi rivisto, ampliato ed edito nel 1912 col titolo Atthis. Storia della Repubblica Ateniese dalle origini alla età di Pericle, nel 1900 pubblicava la sua ricerca su Il lapis niger e la iscrizione arcaica del Foro romano, che gli permise di vincere il concorso alla cattedra di Storia antica all'Università degli Studi di Torino, pur con l'opposizione di Achille Coen e di Ettore Pais. A Torino sposò Emilia Rosmini, già sua allieva, e i coniugi vissero nel prestigioso palazzo Rossi, di proprietà dell'industriale, sindaco della città e poi senatore Teofilo Rossi.
Nel 1903 fu accolto come socio nazionale dell'Accademia delle Scienze di Torino. La sua docenza torinese perdurò per un trentennio circa. Dal 1923 tenne con Augusto Rostagni la direzione della prestigiosa « Rivista di filologia e di istruzione classica ». Nel 1925 fu tra i firmatari del Manifesto degli intellettuali antifascisti di Benedetto Croce.
Quando morì il suo maestro Beloch nel 1929, ottenne la cattedra di Storia antica all'Università di Roma contrastando l'opposizione di Pais, ma già nel 1931 fu costretto alle dimissioni, essendo tra i dodici professori universitari che si rifiutarono di giurare fedeltà al fascismo. Fu perciò escluso da qualsiasi organismo culturale, tranne che dall'Enciclopedia Italiana, per la quale, col sostegno del direttore Giovanni Gentile, continuò a curare la direzione della Sezione di Antichità classiche. Fu reintegrato nei ruoli nel 1944, dopo la liberazione di Roma, e proclamato professore a vita. Fu commissario dell'Istituto storico italiano per il Medio Evo dal 1945 al 1952 e dell'Istituto per la storia del Risorgimento italiano e del Museo Centrale del Risorgimento nel complesso del Vittoriano dal 1944 al 1952.
Nominato senatore a vita da Luigi Einaudi nel 1950, fu presidente dell'Istituto dell'Enciclopedia Italiana (Treccani) dal 1947 al 1954.
Morì nel 1957, dopo essere diventato completamente cieco.

## Opere
- Il lapis niger e la iscrizione arcaica del foro romano, in «Rivista di filologia e di istruzione classica», 28, 1900, pp. 406-446.
- La guerra e la pace nell'Antichità, Torino, 1905.
- Per la scienza dell'Antichità. Saggi e polemiche, Torino, 1909.
- Atthís. Storia della Repubblica ateniese, dalle origini alle riforme di Pericle, Torino, Fratelli Bocca, 1912.
- Storia dei Romani:
  - I. Roma dalle origini alla monarchia, Milano-Torino, 1907.
  - II. La conquista del primato in Italia, Milano-Torino, 1907.
  - III.1. L'età delle guerre puniche, Milano-Torino, 1916.
  - III.2. L'età delle guerre puniche, Milano-Torino, 1917.
  - IV.1. La fondazione dell'Impero: dalla battaglia di Naraggara alla battaglia di Pidna, Milano-Torino, 1923.
  - IV.2/1. Vita e pensiero nell'età delle grandi conquiste, Firenze, 1953.
  - IV.2/2. Dal diritto quiritario al diritto pretorio, Firenze, 1957.
  - IV.3. Dalla battaglia di Pidna alla caduta di Numanzia, Firenze, 1964.
- Problemi di storia antica, Bari, 1932.
- Storia dei Greci dalle origini alla fine del secolo V, voll. I-II, Firenze, 1939-1940.
- Pericle, Milano-Messina 1944; a cura di Donatella Erdas, Tivoli, Tored, 2011; Milano, La Vita Felice, 2021, ISBN 978-88-934-6505-2.
- Studi di storia della storiografia greca, Firenze, 1951.
- Ricerche sulla storiografia siceliota, Palermo, 1958.
- La guerra sociale, a cura di L. Polverini, Firenze, 1976.
- Scritti minori, I, Roma, Edizioni di Storia e Letteratura, 1966.
- Scritti minori, II, Roma, Edizioni di Storia e Letteratura, 1970.
- Ricordi della mia vita, a cura di S. Accame, Firenze, Le Monnier, 1970.
- Il diario segreto (1917-1933), Firenze, Le Monnier, 1996.
- Andromaca (Inedito del 1938), Tivoli, Tored, 2007.
- La politica di Aristotele, a cura di A. Amico, Tivoli, Tored, 2010.
- Filippo e Alessandro. Dal regno macedone alla monarchia universale. Lezioni universitarie 1949-1950, a cura di M. Berti e V. Costa, Tivoli, Tored, 2011.